# Man Oil Group
Man Oil Group est une entreprise pétrolière qui fournit des services d'assainissement. La Société assure un traitement industriel complexe à grande échelle des boues d'hydrocarbures et des sols pollués par les hydrocarbures, avec une biorestauration conséquente des déchets.
Elle exploite des champs pétrolifères en Russie, en Ukraine, au Kazakhstan et en Azerbaïdjan,,,,.